# Zeeanemoongalwesp
De zeeanemoongalwesp (Neuroterus saliens) is een vliesvleugelig insect uit de familie van de echte galwespen (Cynipidae). De wetenschappelijke naam van de soort is voor het eerst geldig gepubliceerd in 1857 door Kollar.